# Distrikt Unión Agua Blanca
Der Distrikt Unión Agua Blanca liegt in der Provinz San Miguel in der Region Cajamarca im Norden Perus. Der Distrikt wurde am 26. September 1984 gegründet. Er besitzt eine Fläche von 170 km². Beim Zensus 2017 wurden 3219 Einwohner gezählt. Im Jahr 1993 lag die Einwohnerzahl bei 4123, im Jahr 2007 bei 3704. Sitz der Distriktverwaltung ist die 2908 m hoch gelegene Ortschaft Agua Blanca mit 609 Einwohnern (Stand 2017). Agua Blanca befindet sich 23,5 km westsüdwestlich der Provinzhauptstadt San Miguel de Pallaques.

## Geographische Lage
Der Distrikt Unión Agua Blanca befindet sich in der peruanischen Westkordillere südwestzentral in der Provinz San Miguel. Der Río Pallac fließt entlang der östlichen Distriktgrenze nach Süden und mündet schließlich in den nach Südwesten strömenden Río Jequetepeque. Letzterer begrenzt den Distrikt im Süden. An der nördlichen Distriktgrenze erreichen die Berge Höhen von bis zu 3686 m.
Der Distrikt Unión Agua Blanca grenzt im Westen an den Distrikt San Gregorio, im Norden an den Distrikt Niepos, im Osten an die Distrikte El Prado und San Miguel sowie im Süden an den Distrikt Yonán (Provinz Contumazá).

## Ortschaften
Im Distrikt gibt es neben dem Hauptort folgende größere Ortschaften:
- El Tingo
- Lives
- Platanar